# Entalophora guangdongensis
Entalophora guangdongensis är en mossdjursart som beskrevs av Yang och Lu 1981. Entalophora guangdongensis ingår i släktet Entalophora och familjen Entalophoridae. Inga underarter finns listade i Catalogue of Life.